# Frankfurter Dokumente

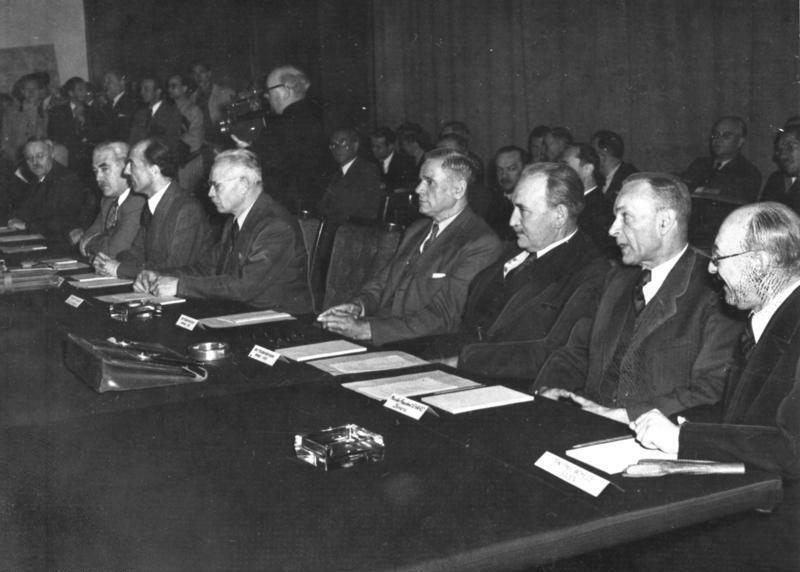
Teilnehmer der Frankfurter Konferenz: Leo Wohleb, Baden; Hans Ehard, Bayern; Wilhelm Kaisen, Bremen; Max Brauer, Hamburg; Christian Stock, Hessen; Karl Arnold, Nordrhein-Westfalen; Hinrich Wilhelm Kopf, Niedersachsen; Peter Altmeier, Rheinland-Pfalz; Reinhold Maier, Württemberg-Baden.

Als Frankfurter Dokumente werden drei Vollmachten der westlichen Siegermächte bezeichnet, die den Ministerpräsidenten bzw. Bürgermeistern der deutschen Länder in den westlichen Besatzungszonen von den Militärgouverneuren am 1. Juli 1948 im I.G.-Farben-Gebäude (heute Campus Westend der Goethe-Universität) in Frankfurt am Main überreicht worden waren. Ihnen wurde damit der Auftrag erteilt, einen Weststaat zu gründen.
Es war der erste Empfang der Ministerpräsidenten in der Nachkriegsgeschichte, bei dem es nicht um regionale Probleme, sondern um die zukünftige Verfassung Westdeutschlands ging. Die Dokumente bildeten eine der Arbeitsgrundlagen für die Konferenzen, auf denen die Vorarbeiten für das Grundgesetz für die Bundesrepublik Deutschland geleistet wurden, und waren deswegen ein wichtiger Baustein auf dem Weg zur Gründung der Bundesrepublik Deutschland.
Die Dokumente waren auf der Londoner Sechsmächtekonferenz entstanden, auf der die Weststaatlösung beschlossen worden war. Als erster Schritt in diese Richtung war am 20. Juni 1948 in den drei Westzonen eine Währungsreform in Kraft getreten. Darauf hatte Sowjetführer Stalin mit der Sperrung aller Land- und Wasserverbindungen nach Berlin und dem Befehl geantwortet, in der Sowjetischen Besatzungszone und in Groß-Berlin eine eigene Währungsreform durchzuführen.
Diese Empfehlungen sahen keine gesamtdeutsche Lösung vor, sondern einen neuen, westdeutschen Teilstaat, was heftig kritisiert wurde.
Die Übergabe fand im I.G.-Farben-Haus in Frankfurt am Main statt, daher stammt der Name der Dokumente. Zu dem Zeitpunkt war dieses Gebäude nicht Teil der Goethe-Universität. Die drei westlichen Militärgouverneure Lucius D. Clay (USA), Marie-Pierre Kœnig (Frankreich) und Sir Brian Robertson (Großbritannien) unterbreiteten das Angebot zur Errichtung eines westdeutschen Staates und formulierten Grundsätze für dessen Verfassung. Anwesend waren Peter Altmeier (Rheinland-Pfalz), Karl Arnold (Nordrhein-Westfalen), Lorenz Bock (Württemberg-Hohenzollern), Max Brauer (Hamburg), Hans Ehard (Bayern), Wilhelm Kaisen (Bremen), Hinrich Wilhelm Kopf (Niedersachsen), Hermann Lüdemann (Schleswig-Holstein), Reinhold Maier (Württemberg-Baden), Christian Stock (Hessen) und Leo Wohleb (Baden).
Im ersten der drei Dokumente erhielten die Ministerpräsidenten folgende „Empfehlungen“:
- Es sollte eine Verfassunggebende Versammlung einberufen werden, die bis zum 1. September 1948 zusammentreten und eine auf demokratischen Grundsätzen beruhende föderalistische Verfassung ausarbeiten sollte, welche „am besten geeignet ist, die gegenwärtig zerrissene deutsche Einheit schließlich wieder herzustellen“, indem sie die Rechte der beteiligten Länder schütze, eine angemessene Zentralinstanz schaffe und die individuellen Rechte und Freiheiten garantiere.
- Diese Verfassung sollte zunächst von den Militärregierungen genehmigt werden, anschließend sollte ein Referendum in den Ländern die Verfassung ratifizieren. Die jeweils einfache Mehrheit in zwei Dritteln aller elf westdeutschen Länder sollte für die Ratifizierung genügen.[3]
- Verfassung und Verfassungsänderungen müssten von den Militärgouverneuren genehmigt werden.

Dokument II forderte die Ministerpräsidenten auf, Vorschläge über die territoriale Neugliederung der Länder zu machen:
- Die Grenzen der einzelnen Bundesländer sollten überprüft und es sollten, wenn nötig, unter Berücksichtigung „überlieferter Formen“ neue Länder geschaffen werden, wobei keines im Vergleich zu den anderen zu groß oder zu klein sein sollte.

Dokument III informierte über den Rahmen eines Besatzungsstatuts, das nach dem Willen der Siegermächte gleichzeitig mit einer Verfassung für Deutschland in Kraft gesetzt werden sollte.
- Der deutsche Außenhandel werde auch weiterhin von den Militärgouverneuren kontrolliert.
- Die Internationale Ruhrbehörde werde den Militärregierungen unterstellt.
- Die bereits in den Potsdamer Beschlüssen genannten Themen Reparationen, erlaubtes Ausmaß an Industrie, Dekartellisierung, Abrüstung und Entmilitarisierung blieben auch weiterhin bei den Alliierten.

Die Alliierten behielten sich das Recht vor, die zukünftige Bundesregierung und die Länderregierungen bei der Demokratisierung des politischen Lebens, der Regelung der sozialen Beziehungen und beim Erziehungswesen zu beobachten und zu beraten.
Die Ministerpräsidenten erbaten sich eine Frist für ihre Antwort und beschlossen, zur Beratung auf dem Rittersturz in Koblenz zusammenzukommen, zur Rittersturz-Konferenz vom 8. bis 10. Juli. Dort wurden die Koblenzer Beschlüsse gefasst.